# Bois Noirs (Livradois)
Pour les articles homonymes, voir Bois Noirs.
Ne pas confondre avec les Bois Noirs, à l'extrême-nord du parc naturel régional du Livradois-Forez, dominés par le puy de Montoncel.
La forêt des Bois Noirs est le point culminant des monts du Livradois, à 1 215 m d'altitude.
Situé dans le parc naturel régional Livradois-Forez et dans le département du Puy-de-Dôme, son sommet, au cœur d'une forêt de conifères, ne permet pas une vision panoramique du parc naturel régional, et notamment pas de la plaine du Livradois, à l'est, entre Arlanc et Ambert.
Le sommet absolu du massif porte également le nom de signal de Mons, sans doute en raison de sa relative proximité géographique (2,5 km) avec le « village » (hameau) de Notre-Dame-de-Mons et son église du même nom, dépendant de la commune de Champétières.
Le signal de Mons est cependant beaucoup plus proche des hameaux de Garnisson (Fournols), Tirevache (Chambon-sur-Dolore) et Virennes (Le Monestier, commune sur le territoire de laquelle il est situé), tous trois situés à moins de 1 000 m à vol d'oiseau.
Quatre autres sommets de la forêt des Bois Noirs atteignent ou dépassent l'altitude de 1 200 m : deux sur la commune du Monestier, au nord du signal (1 212 et 1 214 m) et deux sur la commune de Champétières, au sud-est du signal (1 200 et 1 207 m).

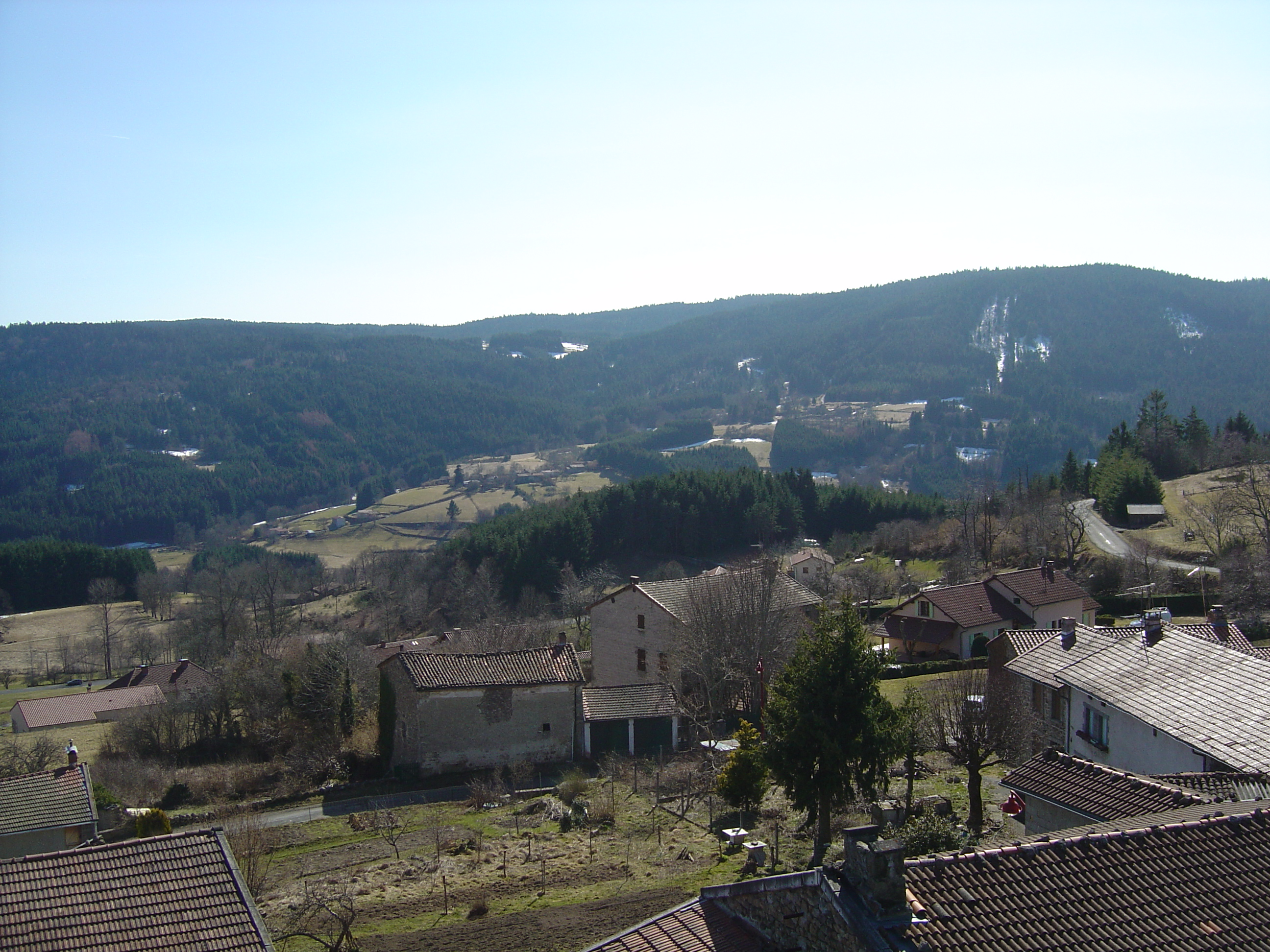
Forêt des Bois Noirs, avec sur la droite le signal de Mons, vue depuis le rocher de la Vierge dominant le bourg du Monestier, à environ 3 km à vol d'oiseau.